# 水流职事站
水流職事站（英語：Living Stream Ministry, LSM）是1968年设址於美國加州安那翰的非营利出版机构，属于李常受所领导的地方召会机构单位。
水流職事站，连同台湾福音書房是「地方召会」的官方出版社與李常受作品的獨家出版者。它的宗旨是出版发行倪柝声与李常受的著作以及经新约职事之神经纶眼观、严格审核的其他圣徒书籍，重点在于使信徒享受並經歷神聖的生命、教会的建造以及神永遠的旨意等。水流職事站是福音派基督教出版協會（the Evangelical Christian Publishers Association，ECPA）（2002年起）和基督教出版銷售商協會（the Christian Booksellers Association）（1981年起）的会员。
水流職事站在美国德州欧文（Irving）、台灣台北、英國倫敦以及俄國莫斯科设有4個分部，另外在香港、韓國首爾、日本東京、菲律賓馬尼拉、馬來西亞、印尼、法國、德國、捷克、波蘭、瑞典等地，都有相關文字機構。这些出版物一部分直接供應各处地方召會（分布在70多個國家，將近2,400處）；一部分也通过书店出售分发，供應基督教各大書局。
水流職事站發行的出版品有書籍、雜誌、錄音帶、錄影帶、CD、廣播節目等，語言以英文、西班牙文、韓文、華文為主，另有多種其他語言的出版品。其中召會強烈鼓勵聖徒閱讀的出版物有《李常受文集》、《圣经恢復本》（其特色是此版本聖經包含李常受以自身對聖經的理解進行注解）、《新舊約生命讀經》、李常受的數千篇信息，以及《倪柝聲文集》。水流職事站的圣经恢复本赠送本通过聖經為美國（Bibles for America）、聖經為歐洲（Bibles for Europe）、聖經為加拿大（Bibles for Canada）、聖經為墨西哥（Bibles for Mexico）、聖經為紐西蘭（Bibles for New Zealand）、聖經為澳洲（Bibles for Australia）、聖經為日本（Bibles for Japan）及聖經為南美洲（Bibles for South America）等机构贈與。

## 爭議
2006年12月，德克薩斯州最高法院（the Texas Supreme Court）駁回了地方召會和水流職事站要求對庄稼出版社（Harvest House）及《邪教暨新宗教百科全書》（Encyclopedia of Cults and New Religions）作者約翰·安格堡 （John Ankerberg） 和約翰·威爾敦（John Weldon）的上訴（誹謗訴訟以及1亿3,600万美元損害賠償的請求）。2007年6月18日，美国（聯邦）最高法院（the U.S. Supreme Court）拒絕審理水流職事站和地方教会提出的诉讼请求。